# Psy 4 de la rime
Psy 4 de la Rime est un groupe de hip-hop français, originaire de Marseille, dans les Bouches-du-Rhône. Il est composé de quatre amis d'enfance dont trois cousins rappeurs originaires de l'archipel des Comores : Soprano (Saïd M'Roumbaba), Alonzo (Kassim Djae), Vincenzo (Iliassa Issilame), ainsi que le DJ Sya Styles (Rachid Aït Baar) d'origine marocaine.
Le groupe publie son premier album, Block Party, en 2002. Il est suivi d'un deuxième opus intitulé Enfants de la Lune, publié en septembre 2005. Le groupe publie son troisième album intitulé Les Cités d'or sur le label Barclay, en mai 2008. Leur quatrième album, Quatrième dimension, est publié le 1er avril 2013 après cinq ans d'absence. En 2015, Sya Styles meurt des suites d'un cancer (Soprano lui rendra d'ailleurs hommage dans son titre Roule) ; Soprano déclare que « faire un album Psy 4 de la Rime à trois, c'est pas possible » vu que Sya Styles était tout aussi engagé dans le groupe que ses camarades rappeurs. Les membres du groupe ne se perdent cependant pas de vue. Soprano et Alonzo font souvent des collaborations. Vincenzo, qui se fait plus discret, est quand même présent sur l'album Phœnix de Soprano sur le morceau Le Coach.
Alonzo cependant a entrouvert la porte à un retour – prévu mais non daté – lors de la promotion de son album Stone.
Soprano donne son cahier de route sur les prochaines années de sa carrière avant sa retraite en 2030. Un album avec les Psy 4 est prévu pour le 12 novembre 2027.

## Biographie

### Formation et débuts (1995–2001)
C'est en 1995, à la cité du Plan d'Aou, dans les quartiers nord de Marseille, dans les Bouches-du-Rhône, que le groupe se forme sous le nom de KDB (Kids Dog Black). Le groupe commence par la scène, notamment en première partie de groupes comme les Sages Poètes de la Rue, la Fonky Family ou le DJ Cut Killer. Par la suite, ils vont être amenés à travailler avec le label Sad Hill Records et se rapprochent du DJ Kheops. Dès 1998, ils feront différents titres sur les bandes originales de films comme Zonzon de Laurent Bouhnik ou encore Comme un aimant avec Akhenaton et Kamel Saleh aux commandes, mais aussi sur les compilations  Vague Nocturne, La Cosca, Time Bomb, Groove 100 % hip hop marseillais, Sad Hill Impact (avec Def Bond et Yak) et Sur un air positif. Forts de ces premières expériences, les quatre rappeurs s'attellent à leur premier album, Block Party, qui sort en mars 2002.

### Block Party(2002–2004)
Le groupe publie son premier album, Block Party, en 2002. C'est cet album qui révèle les Psy 4 de la Rime au grand public, grâce à des morceaux comme Le Son des Bandits, Block Party, La Vengeance aux deux visages ou encore Au Taquet. Les productions s'avèrent réussies, qu'elles soient mélancoliques à base de samples de classique (Repère les collabos, La Vengeance aux deux visages) ou plus énergiques (Sale bête, Block Party). Les différents styles de Psy 4 ne laissent pas indifférent. Cet opus se voit d’ailleurs certifié disque d’or, et le groupe peut alors préparer son second album en jouissant d'une certaine notoriété.

### Enfants de la Lune(2005–2007)
Le deuxième album du groupe Enfants de la Lune, est publié le 27 septembre 2005,. Avant la sortie de l'album, les Psy 4 de la Rime sont en concerts le 2 juillet 2005 à Miramas, le 10 juillet à « L'Estaque », le 16 juillet aux Francofolies de La Rochelle, le 17 juillet à Dour, ainsi que le 4 septembre 2005 au Québec dans la salle Le Colisé.
Entre-temps, Soprano se consacre au développement de son label Street Skillz. Des instrumentales plus synthétiques, sauf pour Au front qui utilise un sample tiré de la bande originale du film Avalon par Kenji Kawai, et Hijo De La Luna avec Ana Torroja, où le groupe s'offre à la fois le sample et la chanteuse du groupe espagnol Mecano, des textes plus personnels, Comme une bouteille à la mer, solo poignant de Soprano où le rappeur revient sur sa relation avec sa mère. Cet album sera lui aussi certifié disque d'or.
Le groupe verra un des membres commencer son ascension commerciale. Soprano multiplia les productions, les apparitions scéniques et les collaborations qui permettront à lui-même, mais aussi à Mino ou l'Algérino ou encore Léa Castel de percer.

### Les Cités d'or(2008–2012)
Le 26 mai 2008, le groupe publie son troisième album, intitulé Les Cités d'or sur le label Barclay. Cet album atteint la première place du top album le jour de sa sortie mais dès la deuxième semaine sortira petit à petit de la tête du classement. Le premier single de ce nouvel album est intitulé Jeunesse France. L'album sera certifié disque d'or,. Il sera classé numéro cinq des meilleures ventes d’albums hip-hop en France en 2008 avec 111 991 exemplaires écoulés. Ils enchaînent les dates de concerts, avec un passage à L'Olympia le 23 décembre 2008 et publient un DVD live revenant sur cette tournée, intitulé Autour des Cités d’or, enregistré au Dôme de Marseille.
En 2010, les membres se réunissent dans l’album de Soprano La colombe avec le titre À la Usain Bolt.

### Quatrième dimension(2013–2015)
En 2011, dans une interview pour Montreality, Soprano annonce que le quatrième album des Psy4 de la Rime arrivera en mai 2012. De même pour Sya Styles qui l'annonce dans une interview pour Fred Musa. Soprano et REDK ont sorti un album en avril 2012 intitulé E=2MC’S. Après cinq ans d’absence, depuis leur dernier album Les Cités d’or, le groupe annonce un quatrième album prévu pour avril 2013 qui sera en pré-commande sur iTunes à partir du 11 mars 2013. Ils publient en même temps un morceau intitulé Le Retour des Blocks en mars 2013. Leur quatrième album, Quatrième dimension, est publié le 1er avril 2013,. Après sa publication, de nouvelles dates de concerts sont programmées à travers la France.

### Déces de Sya Styles et séparations (2015–2018)
Sya Styles meurt à 37 ans le lundi 26 octobre 2015 à Marseille. Les causes de son décès ne sont pas directement révélées par son agent. Plus tard, il est annoncé qu'une maladie serait à l'origine de son décès. De son vivant, il est à l’origine de nombreux tubes comme Le Son des bandits, Block Party et La Vengeance aux deux visages. Après l'annonce de son décès, les hommages se multiplient sur Twitter notamment de la part de Faf La Rage, l'Olympique de Marseille ou Sako du groupe Chiens de paille. Le groupe décide de continuer leur carrière solo depuis qu'Alonzo reste signé chez Def Jam France, puis en juin 2016, Soprano signe le nouveau label Rec. 118 pour enregistrer des chansons de son cinquième album L'Everest qui devrait sortir le 14 octobre 2016, et Vincenzo fonde dans un magasin Chez Oncle Phil à Marseille.
Le 17 décembre 2016, Soprano et Alonzo apparaissent le Show à la Mémoire de DJ Sya Styles au Moulin avec les rappeurs IAM, R.E.D.K., Mino, Bouga, Veust, Sako, Faf Larage, Saïd et les DJ Daz, Djel et Ralph (sauf Vincenzo, n’apparaît pas dans un show mais reste dans Chez Oncle Phil),,. 

### Retour (depuis 2019)
En avril 2019, Alonzo annonce un nouvel album sans en préciser la date de lancement,,,.
En été 2019, Soprano, Vincenzo et Alonzo apparaissent leur retour en enregistrant le nouveau titre intitulé 13 Marseille en featuring avec JUL, TK et les Psy 4 de la Rime, sur le premier album de Moubarak : La Rafale sorti le 26 juillet 2019 chez D'or et de platine. Le groupe intervient également sur l'album Yasuke d'IAM sorti le 22 novembre 2019 avec le titre Self Made Men,,.
En novembre 2019, Soprano, Alonzo et Vincenzo annoncent le retour des Psy 4 de la Rime sur scène au concert de Marsatac pour le samedi 27 juin 2020,,,, puis ils ont reporté, dont la date est prévue pour le vendredi 11, le samedi 12 et le dimanche 13 juin 2021.
En attendant le concert à Marsatac, les Psy 4 de la Rime apparaissent chacun ses morceaux : L'étoile sur le maillot, Combien, Partout c'est la même, Tout a changé, War Zone, C'est maintenant et Je suis Marseille sur 13'Organisé, la compilation du rap marseillais lancé par JUL sort le 9 octobre 2020,.

## Discographie

### Albums studio

#### Albums collaboratifs
| Année | Titre              | Détails                            | Ventes, | Ventes, | Ventes, | Ventes, | Ventes, | Certifications | Nombre d'exemplaires écoulés |
| Année | Titre              | Détails                            | FR      | FR TL   | BEL     | SUI     | EUR     | Certifications | Nombre d'exemplaires écoulés |
| ----- | ------------------ | ---------------------------------- | ------- | ------- | ------- | ------- | ------- | -------------- | ---------------------------- |
| 2002  | Block Party        | Date de sortie : 19 mars 2002      | 7       | -       | -       | -       | -       | Or             | 100 000                      |
| 2005  | Enfants de la Lune | Date de sortie : 27 septembre 2005 | 3       | -       | 50      | 78      | -       | Or             | 115 000                      |
| 2008  | Les Cités d'or     | Date de sortie : 26 mai 2008       | 1       | 1       | 10      | 21      | 13      | Platine        | 180 000                      |
| 2013  | 4ème dimension     | Date de sortie : 1er avril 2013    | 3       | 1       | 6       | 31      | -       | Or             | 60 000                       |

#### EP
- 2003 : La Vengeance aux 2 visages

#### Albums solo
- 3 octobre 2006 : Soprano - Psychanalyse Avant l'Album (Mixtape)
- 17 février 2007 : Soprano - Puisqu'il faut vivre
- 9 mars 2009 : Alonzo - Un dernier coup d'œil dans le rétroviseur (Mixtape)
- 1er février 2010 : Alonzo - Les temps modernes
- 4 octobre 2010 : Soprano - La Colombe
- 21 mars 2011 : Soprano - Le Corbeau
- 12 mars 2012 : Vincenzo - La Matrice
- 20 mars 2012 : Soprano & R.E.D.K. - E=2MC's (avec R.E.D.K)
- 1er juin 2012 : Alonzo - Amour, gloire & cité
- 9 juin 2014 : Alonzo - La belle vie (EP)
- 13 octobre 2014 : Soprano - Cosmopolitanie
- 26 janvier 2015 : Alonzo - Règlement de Comptes
- 16 mars 2015 : Soprano - Cosmopolitanie : Cosmo Tour Édition (Réédition)
- 18 septembre 2015 : Alonzo - Capo Dei Capi, Vol.1 (Mixtape)
- 30 octobre 2015 : Soprano - Cosmopolitanie : En route vers l'Everest (Réédition)
- 20 mai 2016 : Alonzo - Avenue de St-Antoine
- 14 octobre 2016 : Soprano - L'Everest
- 25 août 2017 : Alonzo - 100%
- 1er septembre 2017 : Soprano - L'Everest : Édition Spéciale 2017
- 9 novembre 2018 : Soprano - Phœnix
- 12 avril 2019 : Alonzo - Stone
- 8 novembre 2019 : Soprano - Du Phœnix aux étoiles...
- 20 avril 2020 : Alonzo - Pack de 6 (EP)
- 26 mars 2021 : Alonzo - Capo Dei Capi, vol.2 & 3 (Mixtape)
- 3 septembre 2021 : Soprano - Chasseur d'étoiles
- 20 mai 2022 : Alonzo - Quartiers Nord
- 21 juin 2024 : Soprano - Freedom

### Singles
| Année | Single                          | Classement des ventes | Classement des ventes | Classement des ventes | Classement des ventes | Album                           |
| Année | Single                          | FR                    | BEL                   | SUI                   | EUR                   | Album                           |
| ----- | ------------------------------- | --------------------- | --------------------- | --------------------- | --------------------- | ------------------------------- |
| 2002  | Le son des bandits Feat. Saleem | 34                    | -                     | -                     | -                     | Block Party                     |
| 2002  | Block Party                     | 91                    | -                     | -                     | -                     | Block Party                     |
| 2003  | Au Taquet                       | -                     | -                     | -                     | -                     | La Vengeance aux 2 visages (EP) |
| 2003  | La Vengeance aux 2 visages      | 40                    | -                     | -                     | -                     | Block Party                     |
| 2003  | Sale bête ~Live                 | 70                    | -                     | 73                    | -                     | Block Party                     |
| 2005  | Le Monde est...                 | 44                    | -                     | -                     | -                     | Enfants de la Lune              |
| 2006  | Enfants de la Lune              | 43                    | -                     | -                     | -                     | Enfants de la Lune              |
| 2006  | Effet de style, effet de mode   | 70                    | -                     | -                     | -                     | Enfants de la Lune              |
| 2008  | Jeunesse France                 | -                     | -                     | -                     | -                     | Les Cités d'or                  |
| 2008  | Les Cités d'or                  | -                     | -                     | -                     | -                     | Les Cités d'or                  |
| 2008  | On sait mais on fait            | -                     | -                     | -                     | -                     | Les Cités d'or                  |
| 2013  | Crise de nerfs                  | 48                    | 36                    | -                     | -                     | Quatrième dimension             |
| 2013  | Le Retour des Blocks            | 175                   | -                     | -                     | -                     | Quatrième dimension             |
| 2013  | Visage de la honte              | 48                    | -                     | -                     | -                     | Quatrième dimension             |
| 2013  | Follow me                       | 26                    | -                     | -                     | -                     | Quatrième dimension             |
| 2013  | Le temps d'un instant           | 44                    | 17                    | -                     | -                     | Quatrième dimension             |
| 2013  | Un Marseillais à Paris          | 137                   | -                     | -                     | -                     | 4D : Reloaded                   |

## DVD live
- 2004 : Le Tour des Blocks
- 2006 : Autour de la lune - Live au dome de Marseille
- 2009 : Autour des cités d'or - Live au dome de Marseille